# King Street (Toronto)
 (mars 2024).
Si vous disposez d'ouvrages ou d'articles de référence ou si vous connaissez des sites web de qualité traitant du thème abordé ici, merci de compléter l'article en donnant les références utiles à sa vérifiabilité et en les liant à la section « Notes et références ».

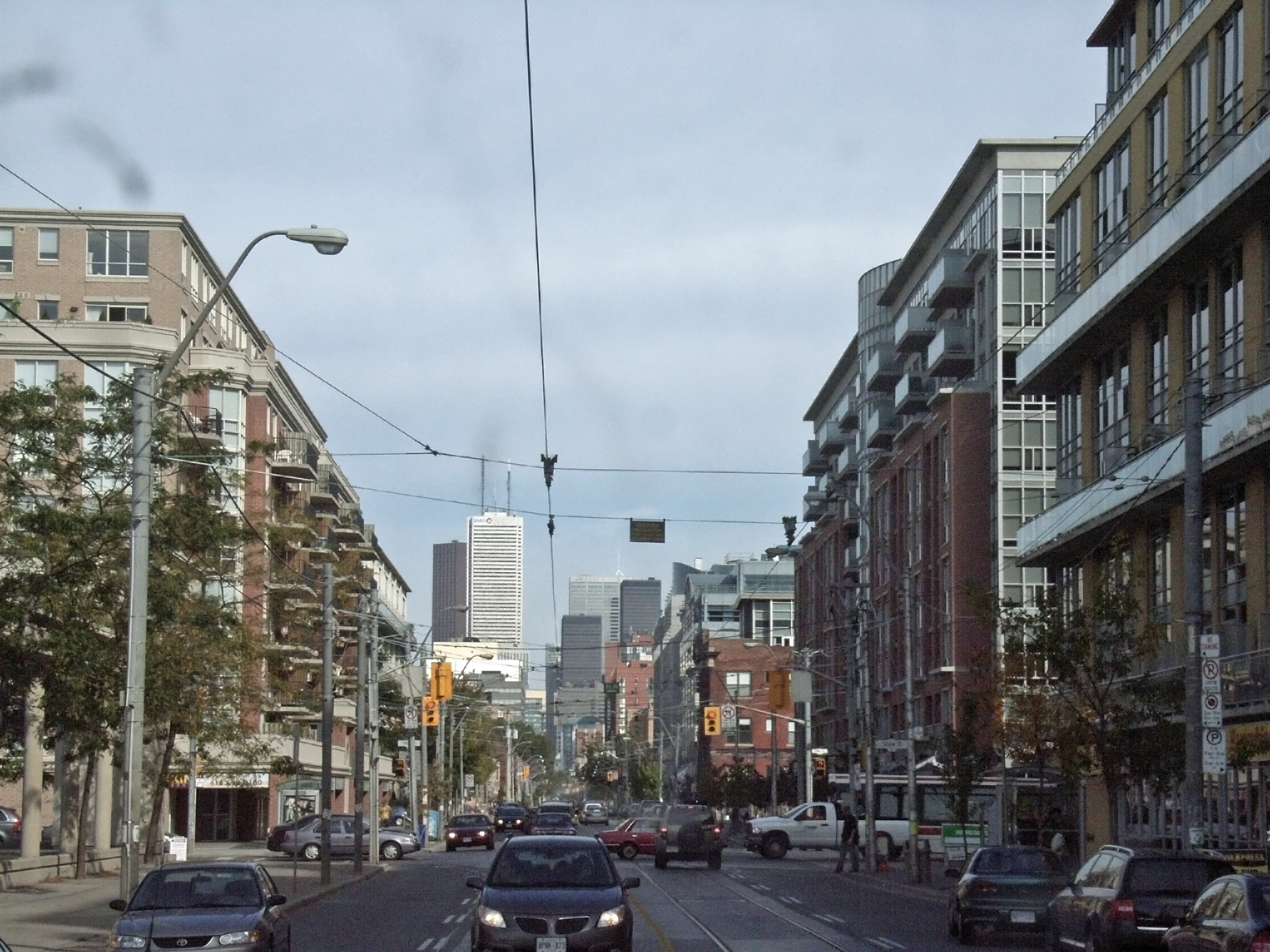
Un nouveau quartier d'immeubles à King Street West.

King Street est l'une des artères principales de la ville de Toronto, en Ontario, au Canada. Elle traverse la ville d'est en ouest, dans le prolongement de Queensway, à partir du carrefour avec Queen Street West et Roncesvalles Avenue, jusqu'à la rivière Don. 
Sur toute sa longueur circule la ligne 504 King du tramway de Toronto.
En juillet 2024, une expérimentation de piétonnisation partielle est mise en place.
Au numéro 425 se trouve la Little Trinity Anglican Church.